# 空中突擊
空中突擊（英語：Air assault），或等同空中機動，是指地面军事力量利用垂直起降（VTOL）飞机，如直升机，奪取並守住尚未完全保障安全的關鍵地形，以及直接與敵後敵軍交戰。 除了常规步兵訓練外，空中突擊部隊通常還會接受繩索垂降、速降和空中运输方面的训练。

## 定義
美国陆军野戰手冊定義「空中突擊」：突擊部隊（戰鬥、戰鬥支援和戰鬥勤務支援），使用火力、機動性和直升機部的全面整合，在戰場上進行機動。 在地面或空中機動指揮官的指揮下，與敵軍交戰，並摧毀敵軍，或奪取和控制敵後的關鍵地形。 中華民國國軍定義為「運用陸航部隊，藉空中運動方式實施著陸突擊作戰」。

## 历史
1955年越南戰爭，美軍在戰場投入大量直升機，並於1965年編成首支空中突擊單位，參與德浪河谷戰役，為直升機作戰之濫觴。

### 註腳
1. ↑  . GlobalSecurity.org.   [October 12, 2013]. （原始内容存档于2017-09-02）.
2. ↑  Russ & Susan Bryant P.63
3. ↑  .   [2024-04-08]. （原始内容存档于2016-04-26）.
4. ↑  林聖詠; 余俊杰.  (PDF). 航空兵暨特種作戰部隊半年刊. 2023-06, 77: 1-32  [2024-04-08]. （原始内容存档 (PDF)于2024-04-08）.
5. ↑  謝志淵.  (PDF). 陸軍學術雙月刊. 2018-04, 54 (558): 39-55  [2024-04-08]. （原始内容存档 (PDF)于2024-04-08）.

### 延伸閱讀
- Burns, Richard R.  Pathfinder: First In, Last Out.  New York: Ballantine Books, 2002. ISBN 0804116024ISBN 0804116024